# Ако остана
„Ако остана“ (на английски: If I Stay) е щатска тийнейджърска романтична драма от 2014 г. на режисьора Ар Джей Кътлър и е базиран на едноименния роман от 2009 г., написан от Гейл Форман. Във филма участват Клоуи Грейс Морец, Мирей Енос, Джошуа Ленърд и Стейси Кийч. Филмът е пуснат на 22 август 2014 г. и печели 78.9 млн. щ.д. в световен мащаб. По-късно е пуснат на DVD и Blu-ray на 18 ноември 2014 г. от 20th Century Fox Home Entertainment (под лиценза на MGM).

## Актьорски състав
| Актьор            | Роля           |
| ----------------- | -------------- |
| Клоуи Грейс Морец | Мия Хол        |
| Джейми Блекли     | Адам Уайлд     |
| Мирей Енос        | Кат Хол        |
| Джошуа Ленърд     | Антъни Хол     |
| Стейси Кийч       | Джордж Хол     |
| Ейша Хиндс        | Сестра Рамирез |
| Лорън Лий Смит    | Уилоу          |
| Лиана Либерато    | Ким Шейн       |
| Джейкъб Дейвис    | Теди Хол       |